# New Orleans-i karnevál

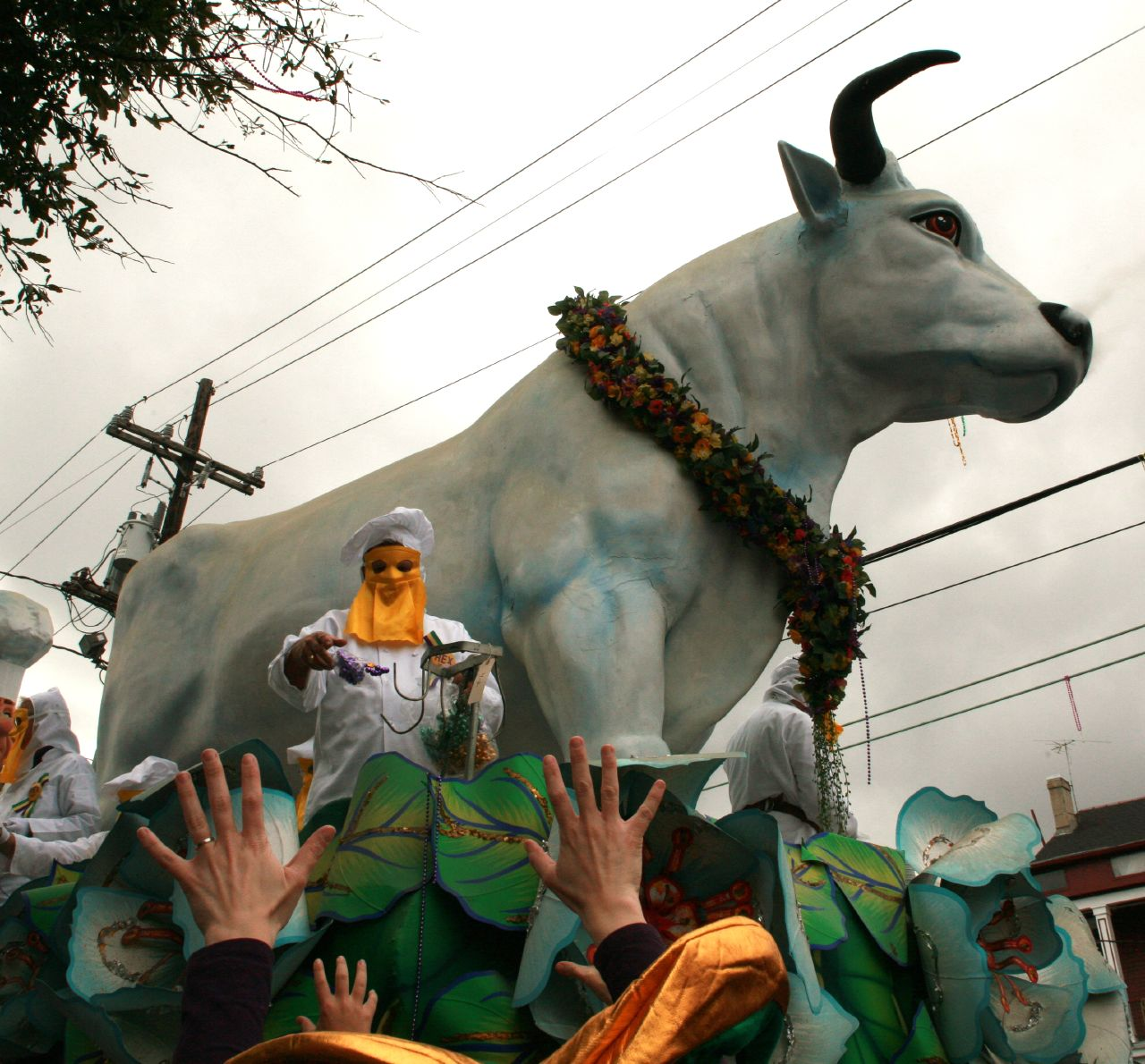
Mardi Gras karnevál

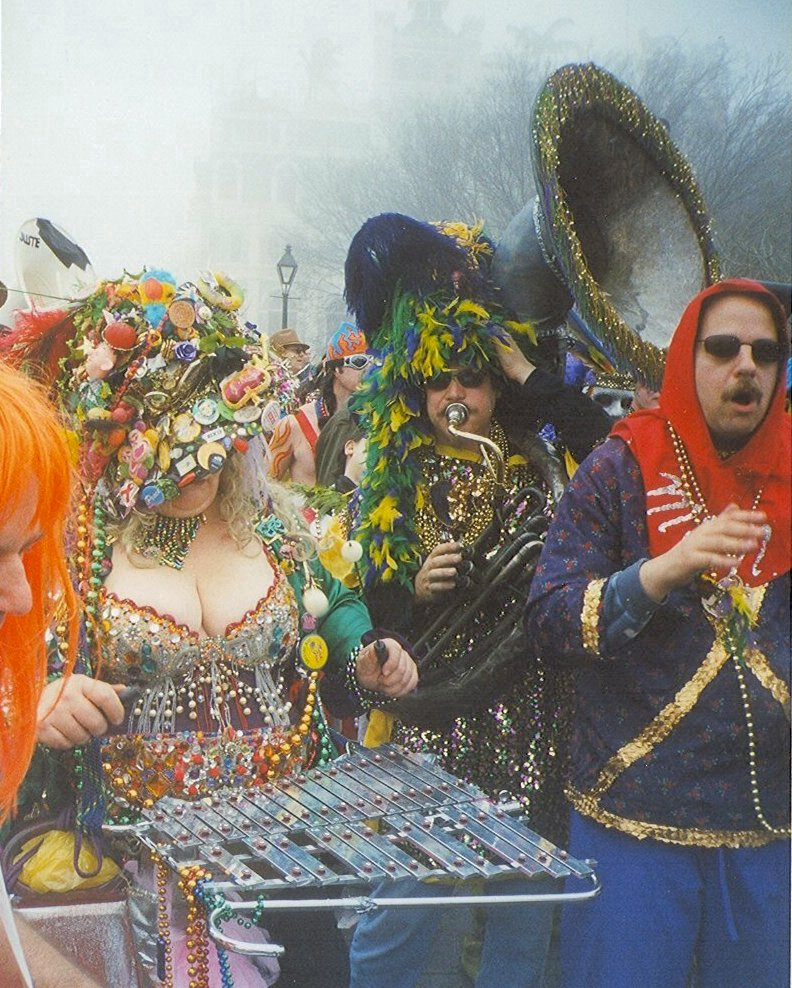
Mardi Gras karnevál

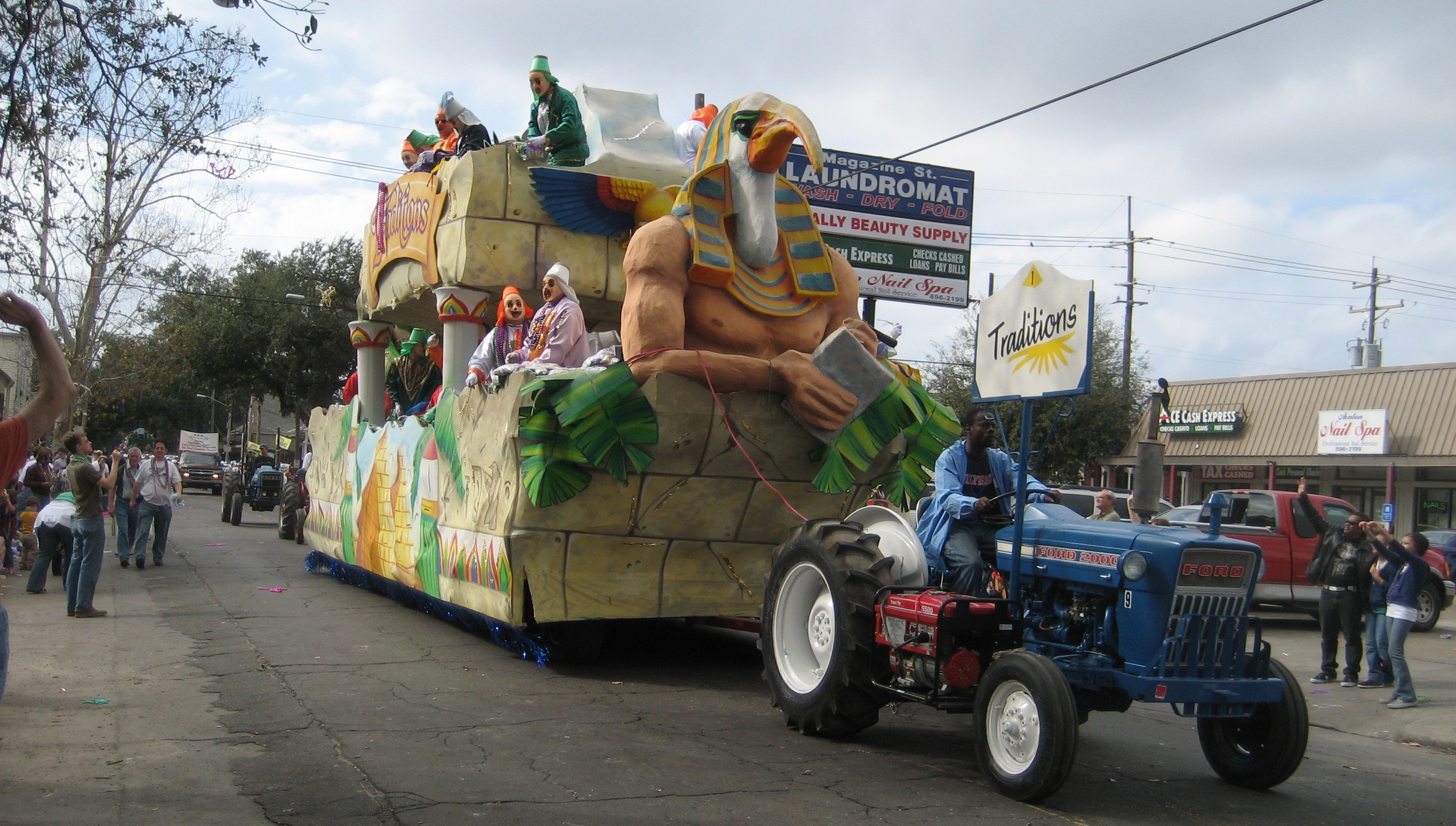
Mardi Gras karnevál

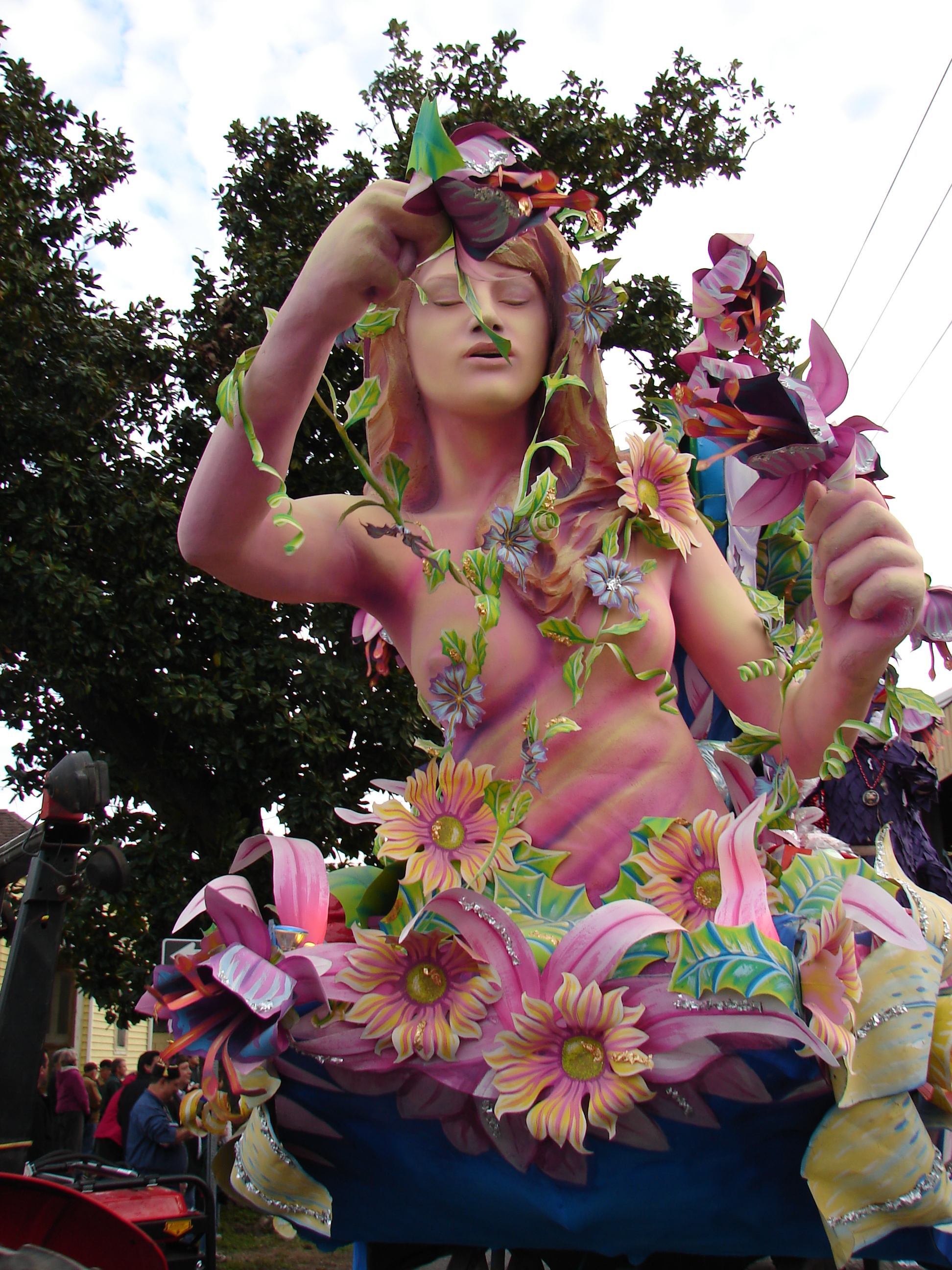

A  New Orleans-i karnevál a legrégebbi ismert karnevál az Amerikai Egyesült Államokban. A New Orleans-i karnevált „Mardi Gras”-nak is nevezik. Az USA Louisiana államában lévő, a franciák által alapított ipari központ, kikötőváros, tíz felsőfokú oktatási központtal, szép épületekkel rendelkezik. Itt egy igazi turisztikai negyed alakult ki szállodákkal, éttermekkel, ahol a világhírű „kreol konyha” és  a  zenei hagyományok őshazája található meg.
Dixielandben rendezik húshagyó kedden a világhírű karnevált. Ezt a latinos, könnyed zenére és a vidámságra hajlamos itteni lakosság készíti elő. Évente százezrek vonulnak fel a Canal Streeten néhány órás önfeledt ünneplésre. Ugyanis éjfélkor véget ér a bolondozás és a móka. Nem mindenkinek sikerül szállodai helyét lefoglalnia, de vannak tízezrek, akiknek enélkül is megéri a nagy élmény miatt odautazni és a helyiekkel együtt szórakozni.

## Amerika legrégibb karneválja
A rióihoz hasonló látványosságot jelent az Amerikai Egyesült Államokban a New Orleans-iMardi Gras felvonulás, amelyet hagyományosan a város francia negyedében tartanak. Az eseményre évente közel egymillió ember látogat el.
A Mardi Gras idején a félig – vagy teljesen – meztelen testek valaha nagy felháborodást keltő látványa ma már szinte közhelynek számít a francia negyed kártyavetőktől és tenyérjósoktól egész évben zsúfolt utcáin. A mind nagyobb költségeket fölemésztő karnevál legfőbb pénzforrását a szerencsejátékok, a lottó és a bingó jelentik.[forrás?]

## Kritika
Arthur Hardy, egy népszerű karneváli kalauz kiadója szerint az egész karnevál egy részeg orgiához hasonlítható. „Legalább négy cég állt rá az országban a karneváli videók terjesztésére. Tévéműsorok közvetítik a csupasz melleikkel büszkélkedő nők és magukat mutogató férfiak képeit” – mondja Hardy. Úgy tartják, hogy ez a „mindent szabad” világ a fiatal turisták paradicsoma, ahol a tradíciókat büntetlenül és gátlástalanul lehet semmibe venni”.

## Modern dionüszia
A részeges, erotikus orgiákhoz hasonló jelenetekben bővelkedő karneváli népünnepélyek önkívülete nem a modern kor terméke. Hagyománya az ókori Görögország Dionüszosz-ünnepeihez nyúlik vissza, amikor az istennek álcázott főpap állatmaszkos kísérőivel vidám menetben vonult be az ünneplő városba. A görög Dionüszosz-kultusz Rómában Bacchus tiszteletére rendezett féktelen orgiákká fajult. Ezeket eleinte titokban, rendszerint éjjel tartották, előbb csak nők, később nők és férfiak együttes részvételével.
Az időszámítás előtti második században tarthatatlanná vált helyzetet a szenátus több ezer ember börtönbe zárásával, sokak kivégzésével és a Bacchus-kultusz állami ellenőrzés alá vonásával igyekezett megoldani. Ugyanekkor az ősi észak-európai népek is megrendezték saját termékenységisteneik és istennőik tavaszi vonulásait, méghozzá általában hajót utánzó szekéren. Erre a Dionüszosz-kultuszban is fellelhető hajómotívumra - tengeri hajó latinul: carrus navalis - vezethető vissza a mai „karnevál” elnevezés.
A farsang, amely a legtöbb helyen vízkereszttől, január 6-ától hamvazószerdáig tart, az ókori római Saturnalia ünnepéhez is kapcsolódik, amelyen a rómaiak a hajdan volt aranykorra emlékeztek Saturnus istennek áldozva, majd nyilvános lakomát adtak állami költségen az egész nép számára. Az ünnep tradíciójához az emberek annyira ragaszkodtak, hogy a római katolikus egyház végül keresztény színezettel ellátva integrálta a pogány kultuszt. Ez a forrása a máig is évente megrendezett velencei karneválnak, amely a riói karnevál és a New Orleans-i Mardi Gras kisöccsének is tekinthető. A hagyományosan viselt maszkok is az antik Róma téli Saturnus-ünnepségeit idézik. A karneválok napokon keresztül tartó orgiái sokszor emberáldozatokat is követelnek.